# Hồng di pháo
Hồng di pháo (tiếng Trung: 紅夷炮; bính âm: hóngyípào; nghĩa đen 'pháo của rợ tóc đỏ') là tên Trung Quốc của một loại súng thần công cỡ nhỏ nạp tiền châu Âu du nhập vào Trung Quốc và Hàn Quốc từ Macao thuộc Bồ Đào Nha và nhờ chuyến thám hiểm Triều Tiên của Hendrick Hamel đầu thế kỷ 17.

## Tên gọi
Sở dĩ gọi là "Hồng di pháo" vì thứ vũ khí này được cho là có xuất xứ từ Hà Lan, mà ở phía Nam Trung Quốc thì người Hà Lan thường được gọi là "rợ tóc đỏ". Tuy nhiên, Hồng di pháo ban đầu chủ yếu được sản xuất bởi người Bồ Đào Nha tại Ma Cao, ngoại trừ hai khẩu thu được từ một con tàu Hà Lan vào năm 1621. Trên thực tế, con tàu Hà Lan này khả năng là một con tàu Anh và các khẩu đại bác thì mang phù hiệu áo giáp từ Anh. Ngoài ra, tàu Unicorn của Anh cũng chìm gần Ma Cao.
Người Nữ Chân đổi tên "Hồng di pháo" thành "Hồng y pháo" ( tiếng Trung: 紅衣炮; bính âm: hóngyīpào) khi nó lọt vào kho vũ khí của họ vì cho rằng từ "di" mang hàm ý xúc phạm. Tên gọi "Hồng y pháo" dần trở nên phổ biến trong lực lượng Bát kỳ Mãn Châu.